# 白石文子
白石 文子（しらいし あやこ、1963年4月13日 - ）は、日本の元女性声優。大分県出身。最終所属は81プロデュース。
以前の芸名は「白石 彩子」（読み同じ）。

## 人物
1987年にデビュー。テレビアニメ『ジーンダイバー』（芳賀唯役）や『アリス探偵局』（イナバ役）では主役を演じ、『ポケットモンスター』でも準レギュラーのジョーイ役を演じていたが、「声優の仕事で食べていけないから」という理由により2002年3月で引退し、帰郷した。

## 後任
白石の引退後、持ち役を引き継いだ人物は以下の通り。
| 後任       | 役名                         | 作品                           | 後任の初出演                       |
| ---------- | ---------------------------- | ------------------------------ | ---------------------------------- |
| 山口由里子 | ジョーイ                     | 「ポケットモンスターシリーズ」 | 『ポケットモンスター』第246話      |
| 木村亜希子 | マーベット・フィンガーハット | 『機動戦士Vガンダム』          | 『SDガンダム GGENERATION SPIRITS』 |
| 内川藍維   | マジカちゃん                 | 『それいけ!アンパンマン』      | TBA                                |

## 出演
太字はメインキャラクター。

### テレビアニメ
1987年
- 愛の若草物語（パティ）
- ウルトラB（司会者）
- 新メイプルタウン物語 パームタウン編（ラム）
- マンガ日本経済入門（受付嬢、女子行員B、派遣店員A）

1988年
- 超音戦士ボーグマン（隊員B）
- ミスター味っ子（1988年 - 1989年、女子生徒B、OLA、女店員C、女学生C、キャスター）

1989年
- 青いブリンク（美人）

1991年
- おばけのホーリー（ペッタロン 他）
- 炎の闘球児 ドッジ弾平（1991年 - 1992年、タマ公、花田）

1992年
- お〜い!竜馬（坂本千鶴）
- クレヨンしんちゃん（てるのぶ〈初代〉）
- 美少女戦士セーラームーン（みか〈2代目〉）

1993年
- 機動戦士Vガンダム（マーベット・フィンガーハット）
- 恐竜惑星（ファルン・ニー・ファルン、第一疾走者）
- それいけ!アンパンマン（マジカちゃん〈2代目〉）
- ポコニャン!（桜アタリ）

1994年
- ジーンダイバー（芳賀唯）
- モンタナ・ジョーンズ（ケネウ）

1995年
- あずきちゃん（吉野先生、峯村さん）
- アリス探偵局（イナバ）

1997年
- 救命戦士ナノセイバー（ロップ）
- BURN-UP EXCESS（美雪）
- ポケットモンスター（1997年 - 2002年、ジョーイ〈初代〉、ディグダ）

1998年
- アリスSOS（1998年 - 1999年、杉田ひろみ）
- 爆走兄弟レッツ&ゴー!! MAX（幹夫）

1999年
- 週刊ストーリーランド（1999年 - 2000年、レポーター、女子B）

2001年
- ガイスターズ FRACTIONS OF THE EARTH（エレシィア・ユーノ）
- ポケットモンスタークリスタル ライコウ雷の伝説（ジョーイ）

### 劇場アニメ
- KAZU&YASU ヒーロー誕生（1995年）
- クレヨンしんちゃん ヘンダーランドの大冒険（1996年、てるのぶ）
- クレヨンしんちゃん 電撃!ブタのヒヅメ大作戦（1998年、アナウンサー）
- 劇場版ポケットモンスター ミュウツーの逆襲（1998年、ジョーイ）
- 劇場版ポケットモンスター 結晶塔の帝王 ENTEI（2000年、ジョーイ）

### OVA
1987年
- ヘル・ターゲット（ユーラー・トレヤノフ〈子供時代〉）

1988年
- 傷追い人（看護婦）
- ズッコケ時空冒険
- ドキドキ学園 決戦!!妖奇大魔城（夜美）
- トップをねらえ!（1988年 - 1989年、女1、オペレーター女1、リンダ ヤマモト）

1990年
- 聖ミカエラ学園漂流記（シスター）

1991年
- EXPER ZENON（エクスパー・メラミス）
- DETONATORオーガン

1992年
- 紅いハヤテ
- 創世機士ガイアース

1993年
- アイドル防衛隊ハミングバード（SNAPファン）

1995年
- 戦ー少女イクセリオン（女子高生C）
- 精霊使い（琥珀）

1997年
- 超光速グランドール（夏美）

1998年
- サイキックフォース（ソニア〈クリス・ライアン〉）
- Space Ofera アッガ・ルター（イボンヌ）

### ゲーム
1992年
- 夢幻戦士ヴァリス（水邪ギーヴァ）

1994年
- バステッド（ミリアム）
- バトルZEQUE伝
- マッドストーカー（エバ・ラーディア、ビアンカ・ハウマン）※PCエンジン版

1996年
- サイキックフォース（ウェンディ・ライアン、ソニア）
- 新スーパーロボット大戦（マーベット・フィンガーハット）

1997年
- サイキックフォースパズル対戦（ウェンディ・ライアン、ソニア）
- 超光速グランドール（夏美）

1999年
- SDガンダム GGENERATION（1999年 - 2006年、マーベット・フィンガーハット） - 6作品

2000年
- スーパーロボット大戦α / for DC（マーベット・フィンガーハット）

2001年
- スーパーロボット大戦α外伝（マーベット・フィンガーハット）

### ドラマCD
- サンダーバード秘密基地セット（1992年、スチュワーデス）

### 吹き替え
- X-メン（1994年テレビ東京版）（ダズラー）
- ザ・シンプソンズ（シェリー・マックルベリー〈初代〉）
- ミュータント・タートルズ（1987年テレビ東京版）（モナリザ、ロータス・ブラッサム）

### CM
- ロッテ「ピチクラブ」

### テレビドラマ
- 新・中学生日記（ナレーション）

### その他コンテンツ
- 集英社「コバルト文庫」（TELサービス）